# Chaostage – We Are Punks! (Soundtrack)
Chaostage – We Are Punks! ist das Soundtrackalbum zum gleichnamigen Film von Regisseur Tarek Ehlail. Das Album erschien am 8. Mai 2009 auf Nix-Gut Records und wurde am 2. Mai 2013 von der Bundesprüfstelle für jugendgefährdende Medien (BPjM) indiziert.

## Hintergrund
Der Sampler wurde von Alec Empire (Atari Teenage Riot) zusammengestellt und enthält 22 Lieder diverser Punkbands, darunter lokale Größen aus dem Saarland wie Stickboy und Mr. Inman, aber auch Lieder bekannter Bands wie Slime und Toxoplasma. Darunter befinden sich einige exklusive Stücke. Zwischen den Songs sowie als In- und Outro wurden Ausschnitte aus dem Film verwendet.
Indiziert wurde das Album im Mai 2013 wegen „verrohend wirkenden Textzeilen“. Verantwortlich für die Indizierung sind die beiden Versionen des Slime-Lieds Wir wollen keine Bullenschweine: einmal im Original und einmal in einem Remix von Alec Empire. Knapp unterhalb der Indizierungsrelevanz wurden die Titel von Stickboy, Die Kassierer, Alarmsignal, Projekt Chaos und Volkskind gesehen, die wie Bullenschweine zur Gewalt gegen Polizisten aufrufen würden.

## Titelliste
1. Deutschland muss sterben (Filmausschnitt) – 1:04
2. Pöbel & Gesocks: Wir sind Punks* – 2:58
3. Stickboy: We Are Punks* – 3:04
4. Toxoplasma: Asozial – 2:14
5. Steakknife: I Forgot – 0:51
6. S.i.K.: Chaostage – 2:41
7. Alec Empire: We are Punks* – 3:18
8. Slime: Bullenschweine – 2:44
9. Auweia!: Punk Aller – 2:49*
10. Mr. Inman: 2 Euro in Las Vegas – 1:56
11. Die Kassierer: Anarchie & Alkohol – 1:15
12. Freibeuter AG: Freies Land – 2:17
13. Toxoplasma: Ordinäre Liebe – 1:47
14. Auweia!: Maschinengewehr* – 1:56
15. Molotow Soda: 1000 Lügen – 2:23
16. Vageenas: We Are Punks – 3:28
17. Olli Schulz: Nacht im Ghetto – 1:49
18. Steakknife: Identity – 2:45
19. Alarmsignal: Wir leben – 2:25
20. Projekt Chaos: Innenstadt Überfall* – 1:54
21. Alec Empire: Bullenschweine* – 3:32
22. Hammerhead: Hochhaus – 0:53
23. VolkskindV: Veni, Vidi, Chaostage* – 2:26
24. Die Moral von der Geschichte? (Filmausschnitt) – 0:33

Die mit „*“ markierten Lieder wurden exklusiv für den Soundtrack aufgenommen.
Maschinengewehr ist eine Coverversion des Liedes von Regisseur Tarek Ehlails ehemaliger Band 7. Laengengrad Ost.
Nacht im Ghetto von Olli Schulz ist im Original von Razzia.